# Vaughan Oliver
Pour les articles homonymes, voir Oliver.
Vaughan Oliver (né le 12 septembre 1957 à Sedgefield dans le comté de Durham en Angleterre et mort le 29 décembre 2019), alias v23, est un designer et graphiste britannique. 

## Biographie
Vaughan Oliver étudie le design graphique à la Newcastle-upon-Tyne Polytechnic (maintenant University of Northumbria) de 1976 à 1979 puis s'installe à Londres. Concepteur graphique, il travaille dans le packaging puis deux ans chez Michael Peters & Partners. Il rencontre alors Ivo Watts Russell, fondateur du label de production musicale indépendant 4AD. Dès lors, son parcours est lié à l'histoire de ce label, où il est embauché en 1983, et à la scène rock britannique des années 1980 et 1990. 
Homme de rencontres, Vaughan Oliver collabore avec Nigel Grierson, photographe diplômé du Royal College of Art. Sous le nom de 23 Envelope, ils élaborent le graphisme des groupes Modern English, Cocteau Twins, This Mortal Coil, Lush... La coopération avec Grierson prend fin en 1986, au profit du designer Christopher Bigg et du photographe Simon Larbalestier. Ils créeront des identités visuelles très abouties comme celle en apogée des Pixies, qui campe un univers familier, étrange et révolu, proche de celui des photographies de Joel-Peter Witkin.
En 1988, Vaughan Oliver reprend son statut de freelance et adopte le pseudonyme v23, tout en continuant la direction artistique chez 4AD. S'ensuit alors une période de doutes, notamment sur la diversité des champs d'intervention du graphisme. 
Ses travaux dans l'édition musicale sont pour Gus Gus, Aspesi ; pour l'artiste japonais Shinro Ohtake ; pour la télévision : Canal+ Espagne, Gimme Eight de la BBC, ou Snub TV. Il crée aussi des affiches pour la compagnie chorégraphique d'Angelin Preljocaj ; la conception du magazine de design huH pour Raygun Publishing et différents travaux dans l'édition. 
Remarqué pour son travail typographique et ses compositions résolument postmodernes et novatrices, Vaughan Oliver a influencé beaucoup de jeunes graphistes parmi cette génération du passage à l'infographie... avec qui il entretint des rapports souvent conflictuels. Il connut également un succès critique comme avec Rick Poynor et Ian McKay qui contribuèrent à sa notoriété. Représentant un style et une époque, il semble depuis se tenir plus en retrait, tout comme 4AD.

## Publications
- Emigre no 9, revue (1988)
- Exhibition/Exposition, catalogue du CRDC, Nantes (1990/1991)
- 20th Century Type, Lewis Blackwell, éd. Laurence King Publishing, Londres (1992)
- Typography Now, Rick Poynor, éd. Internos Books, Londres (1991)
- The Graphic Edge, Rick Poynor, éd. Booth-Clibborn, Londres (1991)
- Musigraphics, éd. PIE Books, Tokyo (1991)
- People of Today, Debrett's, Londres (1991)
- Design for Music, Spencer Drate, éd. PBC International Inc, New York (1992)
- Encyclopedia of Graphic Design and Designers, Alan et Isabella Livingston, éd. Thames and Hudson, New-York (1992)
- Album Cover Album 6, Vaughan Oliver, Roger Dean, Storm Thorgerson, éd. Paper Tiger, Londres (1992)
- The Graphic Beat : London/Tokyo (vol. 2), éd. PIE Books, Tokyo (1992)
- This Rimy River, Vaughan Oliver and Graphic Works 1988-94, Catalogue du Pacific Design Center Los Angeles (1994), éd. Vulva O'Reighan (anagramme de Vaughan Oliver, 1996)
- Vaughan Oliver, Visceral Pleasures, Rick Poynor, éd. Booth-Clibborn, Londres (2000)
- Vaughan Oliver and v23 Poster Designs, v23 publishing, Londres (2005)